# Érigné
Ancienne commune de Maine-et-Loire au sud d'Angers, la commune indépendante d'Érigné a été supprimée dès 1793. Son territoire fut alors réparti entre les communes de Mûrs, Les Ponts-de-Cé et Saint-Jean-des-Mauvrets. 
Mûrs prendra en 1953 le nom de Mûrs-Erigné.